# Meuse (departement)
Meuse je francouzský departement ležící v regionu Grand Est. Název je odvozen od řeky Mázy. Hlavní město je Bar-le-Duc.

## Geografie
Tento departement sousedí s departementy Ardennes, Marne, Haute-Marne, Vosges a Meurthe-et-Moselle, a s Belgií.

## Nejvýznamnější města
- Verdun
- Bar-le-Duc
- Commercy
- Saint-Mihiel
- Ligny-en-Barrois
- Étain

## Demografie
| 1801    | 1901    | 1946    | 1962    | 1968    | 1975    | 1982    | 1990    | 1995    | 1997    | 2002    | 2006    |
| ------- | ------- | ------- | ------- | ------- | ------- | ------- | ------- | ------- | ------- | ------- | ------- |
| 269.522 | 284.000 | 188.786 | 209.372 | 210.000 | 203.904 | 200.101 | 196.000 | 194.887 | 194.338 | 192.944 | 192.499 |

## Administrativní rozdělení
| Arrondissement | Počet obyvatel (1999) | Rozloha (km²) | Hustota zalidnění | Počet kantonů | Počet obcí |
| -------------- | --------------------- | ------------- | ----------------- | ------------- | ---------- |
| Bar-le-Duc     | 64 400                | 1451          | 44                | 9             | 109        |
| Commercy       | 43 845                | 1932          | 23                | 7             | 136        |
| Verdun         | 83 953                | 2829          | 30                | 15            | 253        |